# Религия в Узбекистане
Конституция Узбекистана провозглашает отделение религии от государства, светское государство где религия отделена от правления и никак не пересекается на государственном уровне, равенство религиозных организаций перед законом, свободу совести. Преобладающее большинство населения Узбекистана исповедует ислам (около 95 % на 2022 год, преимущественно сунниты ханафитского мазхаба и шафиитского мазхаба ); христиане и иудеи (бухарские евреи) составляют религиозные меньшинства. Деятельность мусульман координирует Духовное управление мусульман Узбекистана, руководителем которого является муфтий. Мусульманское духовенство готовят ряд специализированных учебных заведений, расположенных в Ташкенте и Бухаре.
Христиане представлены главным образом русскоязычными православными, а также католиками (Римско-католический храм Святейшего Сердца Иисуса в Ташкенте), баптистами (около 3800 верующих), лютеранами (Евангелическо-лютеранская церковь Узбекистана) и адвентистами. Предпринимались попытки насаждения иеговизма. Христианство на территории Узбекистана (ранее известного как Согдиана) известно с V века и было представлено преимущественно в форме несторианства. Однако в конце средневековья оно было практически уничтожено. Лишь с началом русской экспансии в XIX веке здесь начинают строиться церкви для пришлого европейского населения. Религиозную деятельность православных координирует Ташкентская и Среднеазиатская епархия
Есть в Узбекистане также объединение кришнаитов (Ташкентское общество Кришны). В узбекской земле находят много буддийских реликвий, свидетельствующих о широком распространении данной религии в античную эпоху.
На 1 июня 2010 года зарегистрировано 2225 религиозных организаций шестнадцати конфессий: 
- Ислам — 2050
- Пресвитерианская христианская церковь — 52
- Русская православная церковь — 37
- Баптисты — 23
- Пятидесятники («Полное Евангелие») — 21
- Адвентисты седьмого дня — 10
- Иудаизм — 8
- Бахаи — 7
- Римско-католическая церковь — 5
- «Новые апостолы» — 4
- Лютеране — 2
- Армянская апостольская церковь — 2
- Свидетели Иеговы — 1
- Кришнаиты — 1
- Буддизм — 1
- Церковь «Глас Господа» — 1
- Библейское Общество — 1